# 주여, 아프리카를 구원하소서

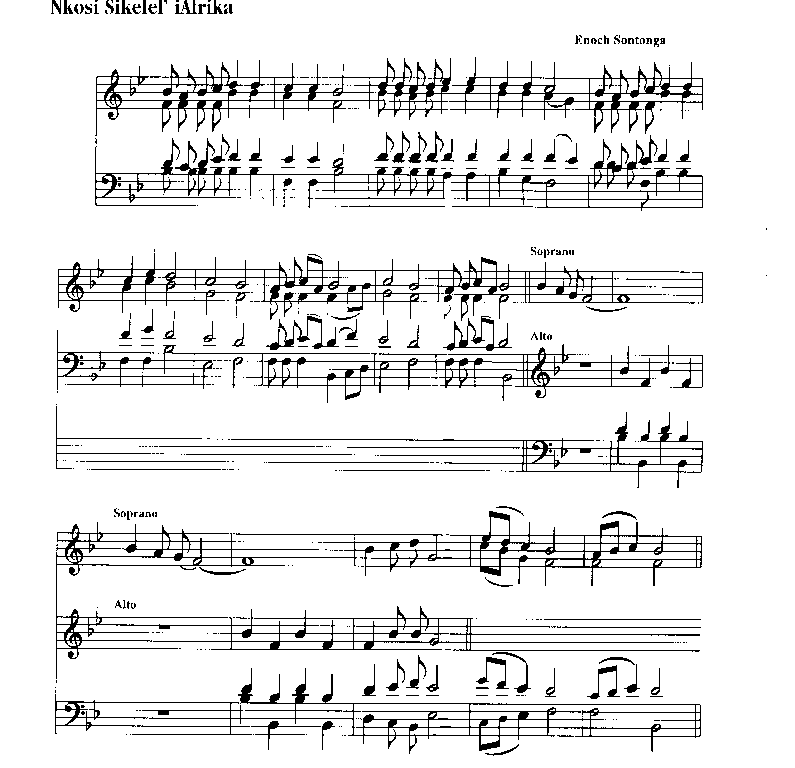
악보

주여, 아프리카를 구원하소서(코사어: Nkosi Sikelel' iAfrika)는 남아프리카에서 널리 불리는 노래로, 에노흐 손통가가 제작하였다.

## 역사
이 노래는 당시 강대국에 의해 위협받던 아프리카를 구원하려는 목적으로 제작되었다. 그러나 남아프리카 공화국에서 인종차별이 시행되어 금지당하였고, 단지 몰래 불리게 되었다. 후에 시스케이와 트란스케이의 국가로도 사용되었고, 잠비아, 탄자니아, 짐바브웨의 옛 국가 및 남아프리카 공화국 국가의 앞 부분의 바탕이 되기도 했다.

## 가사
Nkosi Sikelel' iAfrika
Maluphakanyisw' uphondo lwayo
Yiva imathandazo yethu
Nkosi Sikelela Nkosi Sikelela
Nkosi Sikelel' iAfrika
Maluphakanyisw' uphondo lwayo
Yiva imathandazo yethu
Nkosi Sikelela
Thina lusapho lwayo.
Yihla moya, yihla moya
Yihla moya oyingcwele
Nkosi Sikelela
Thina lusapho lwayo.

## 해석
주여 아프리카를 구원하사
영광을 높이 올리소서.
우리의 소원을 들어주사
주여, 그대를 구원하소서, 그대를 구원하소서.
주여 아프리카를 구원하사
영광을 높이 올리소서.
우리의 소원을 들어주사
주여, 그대의 아들인 우리를 구원하소서.
성령을 내리소서, 성령을 내리소서.
신성한 성령을 내리소서.
주여, 그대를 구원하소서, 그대를 구원하소서.